# Lyropupa perlonga
Lyropupa perlonga fue una especie de molusco gasterópodo de la familia Pupillidae en el orden de los Stylommatophora.

## Distribución geográfica
Fue  endémica de Estados Unidos.